# Sorin Grindeanu
Sorin Mihai Grindeanu (* 5. prosince 1973, Caransebeș, Caraș-Severin) je rumunský informatik a sociálnědemokratický politik (PSD), jenž zastával od začátku ledna roku 2017 úřad premiéra Rumunska, v kterém jej na konci června roku 2017 nahradil bývalý ministr hospodářství Mihai Tudose (PSD).

## Život
Vystudoval informatiku na univerzitě v Temešváru. Členem rumunské sociální demokracie je od roku 1996. V letech 2008–2012 byl místostarostou Temešváru. Od prosince roku 2014 až do listopadu roku 2015 zastával ve čtvrtém kabinetu premiéra Victora Ponty post ministra pro telekomunikace.

### Předseda vlády Rumunska
Dne 30. prosince roku 2016 jej rumunský prezident Klaus Johannis schválil jako kandidáta na úřad premiéra, když krátce předtím odmítl jmenovat do úřadu rumunskou političku Sevil Shhaidehovou. Dne 4. ledna 2017 jej schválil parlament 295 hlasy premiérem země, 133 poslanců hlasovalo proti. V polovině června roku 2017 se avšak vláda pod jeho vedením rozpadla, a to i z důvodu zákulisních politických her za podvody pravomocně odsouzeného a v zemi fakticky vládnoucícho předsedy PSD Livia Dragnea.